# Eugène Laermans

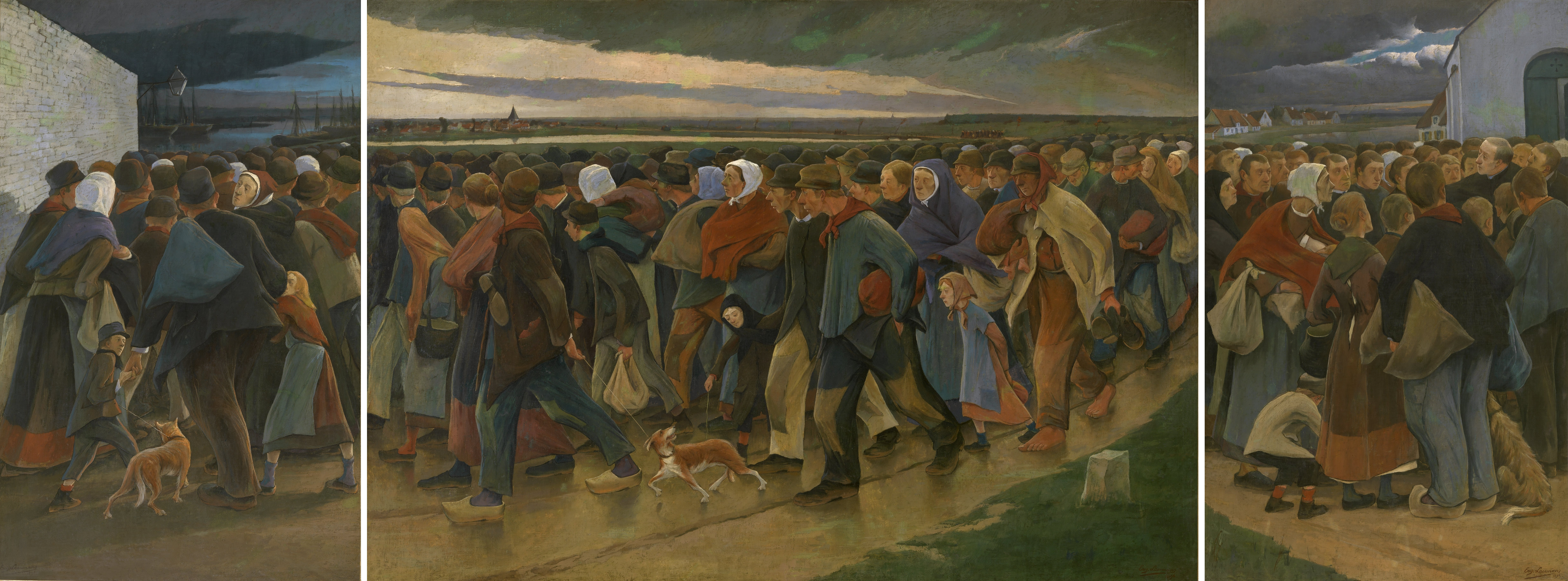
A gazdasági válság idején kivándorlókat ábrázoló triptichon (1896)

Eugène Laermans (Molenbeek-Saint-Jean, 1864. október 22. – Brüsszel, 1940. február 22.)  belga festő, rézmetsző és rajzoló. Nagy szociális érzékenységgel fordult témáihoz, műveit expresszionista stílusban alkotta. Látásának megromlása miatt 1924-ben fel kellett hagynia a festészettel. Kora belga művészetének egyik legjelentősebb alakja volt.
Művészi pályafutása kezdetétől munkásokat és parasztokat alkalmazott modellként, velük az akkoriban Brüsszel munkásvárosi külvárosának számító molenbeeki otthona körül találkozott. A munkások küzdelmeit nagy együttérzéssel ábrázolta, stílusa a szocialista realizmus nyugati változatának is tekinthető.

## Élete és munkássága
Polgári családban született a Brüsszel melletti iparosodó kisvárosban. Agyhártyagyulladása tizenegy évesen megfosztotta a hallástól és csaknem teljesen a beszédtől: a világ már nem volt elérhető számára, csak a szemén keresztül, ami a festői hivatáshoz vezette.
A Molenbeek-Saint-Jean rajziskolájában kapott alapképzés (1876-1882) után 1887-ben beiratkozott a Brüsszeli Királyi Képzőművészeti Akadémiára ahol Jean-François Portaels volt a tanára.
Művészetére nagy hatással volt Félicien Rops illetve Charles Baudelaire munkássága. Illusztrálta Baudelaire szimbolista verseskötetét, a Romlás virágait. Környezete, a műértőket is beleértve, különcnek tartotta. Elkötelezett művészete ellentétben áll a századfordulós Belle Époque esztétikai elveivel, társadalmi aggodalmait pedig leegyszerűsítőnek, túlzónak minősítették.
A parasztok és a külvárosi szegénység festőjeként Laermans nem kevésbé volt korának embere, aki foglalkozik az irodalommal, szereti a modernitást, figyel az újításokra. A szegénység ábrázolása a 19. század második felében vált gyakorivá művészeti körökben.
1894-ben debütált a Salons de la Libre Esthétique kiállításán. 1896-ban illusztrálta Georges Eekhoud La Nouvelle Carthage (Az új Karthágó) című művének a kivándorlókról szóló fejezetét, ami a remekművének tartott triptichon megalkotására inspirálta.
1922-ben a Belga Királyi Akadémia tagja lett. Élete során két jelentős retrospektív kiállításon is bemutatták munkásságát: 1899-ben a brüsszeli Maison d'Art-ban és 1924-ben a Giroux galériában. 1924-től látása megromlott, és végleg abba kellett hagynia a festészetet; amit érthető módon tragédiaként élt meg.
1927-ben I. Albert belga királytól bárói címet kapott.
1940-ban utcát neveztek el róla szülővárosában.
1995-ben a brüsszeli Le Botanique kulturális központban nagy kiállításon mutatták be munkáinak egy részét a nagyközönségnek.

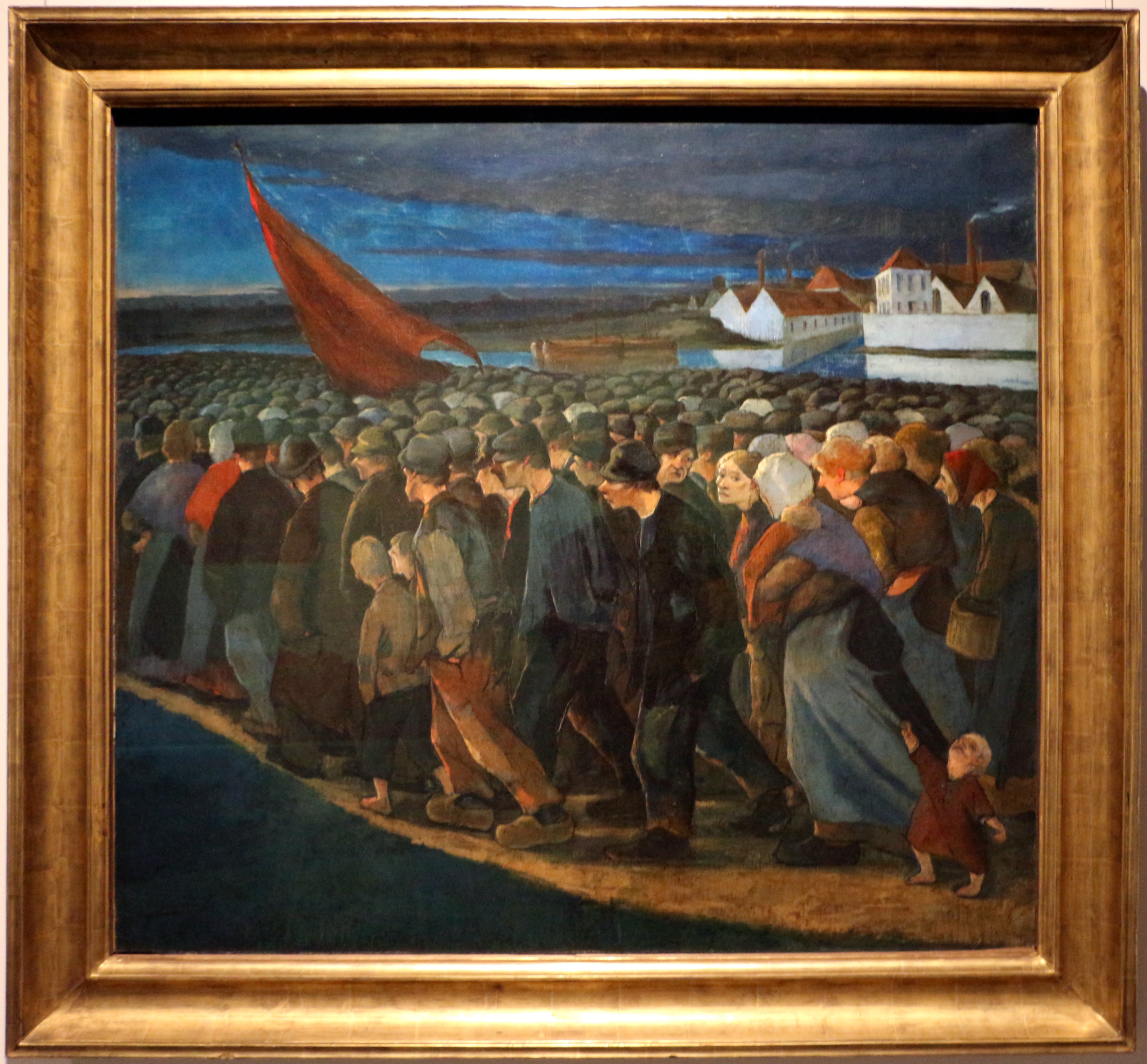
Sztrájk (1893)
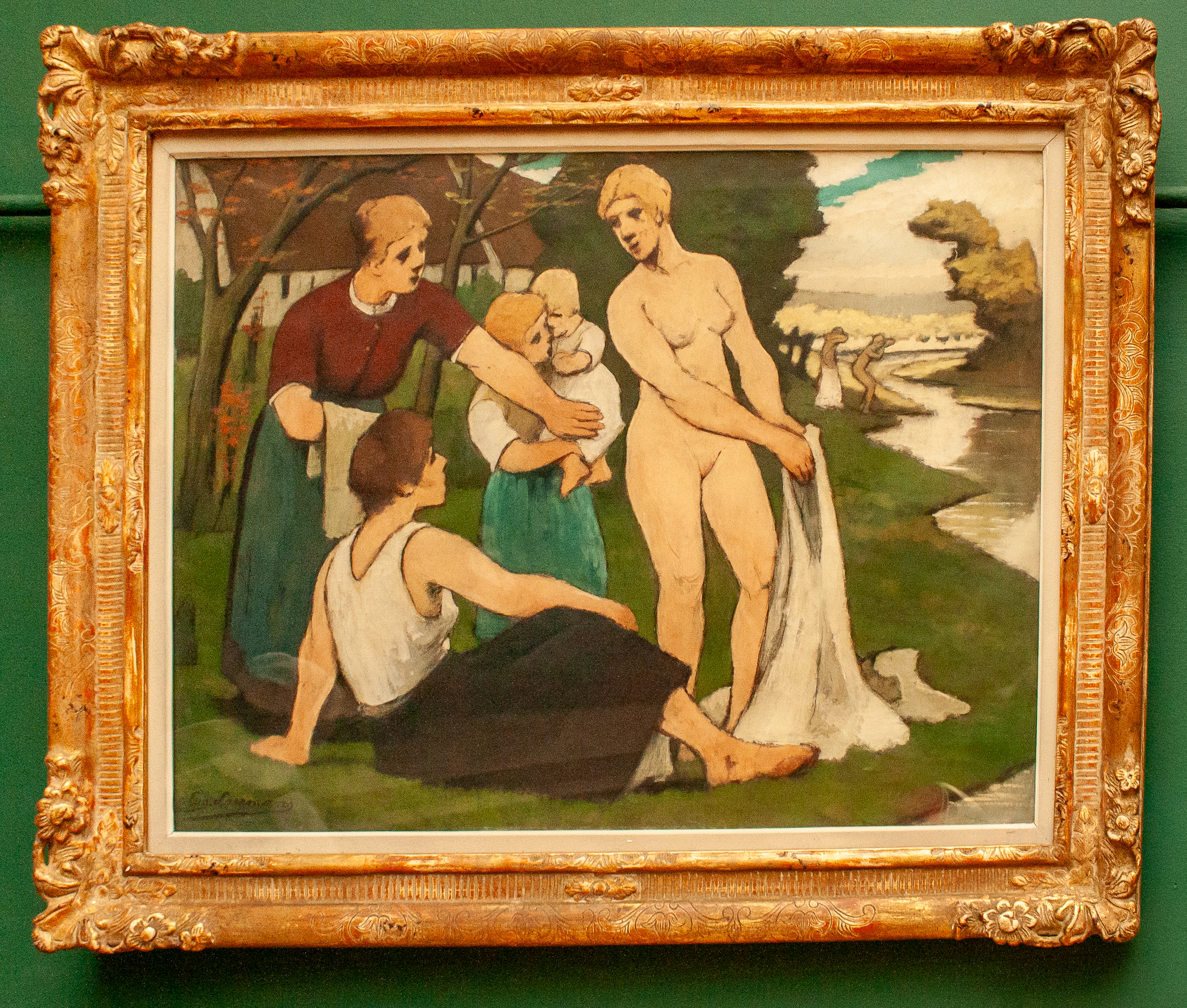
Oázis
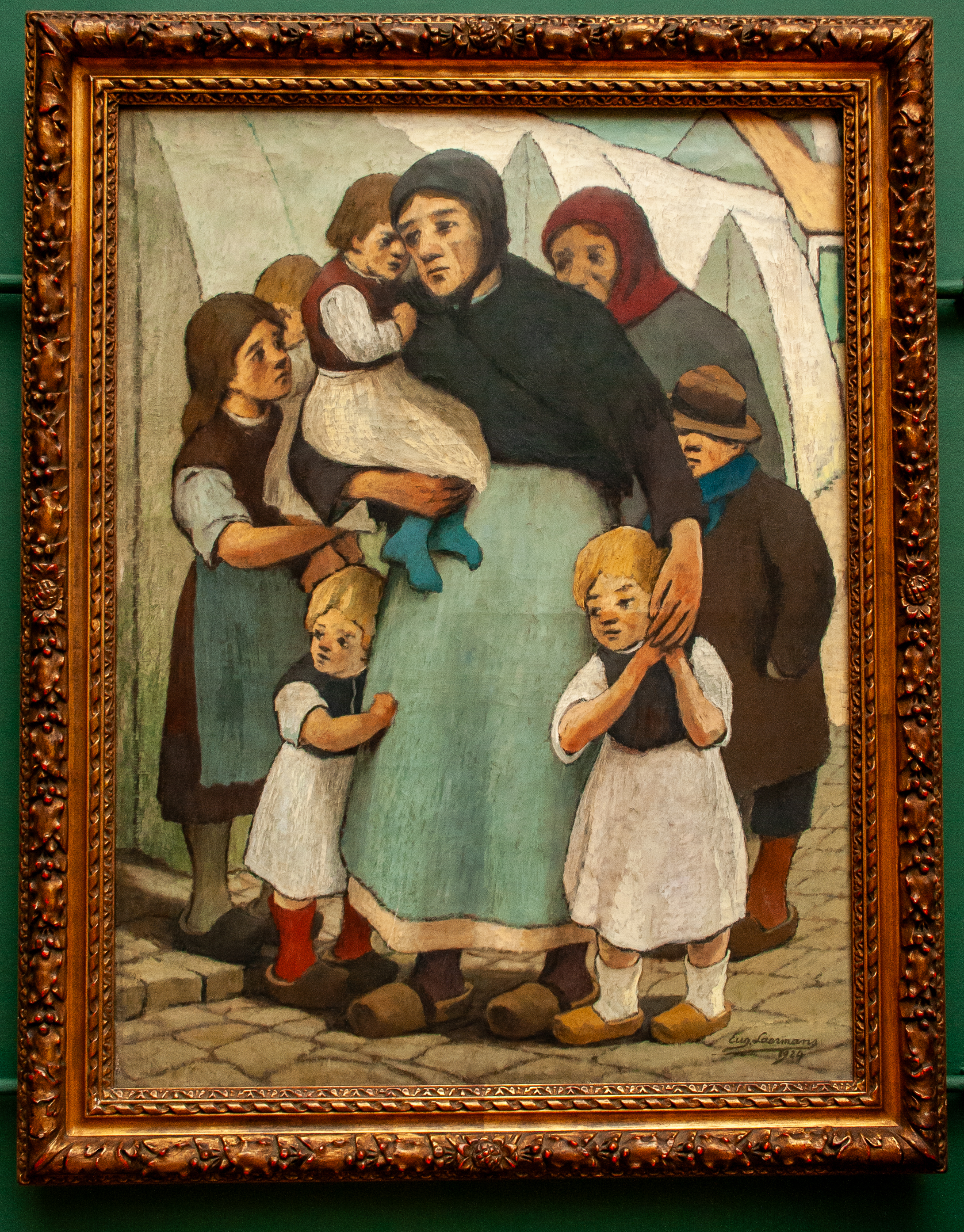
Kétségbeesés

## Fordítás
- Ez a szócikk részben vagy egészben  az   Eugène Laermans című francia Wikipédia-szócikk ezen változatának fordításán alapul.  Az eredeti cikk szerkesztőit annak laptörténete sorolja fel. Ez a jelzés csupán a megfogalmazás eredetét és a szerzői jogokat jelzi, nem szolgál a cikkben szereplő információk forrásmegjelöléseként.